# خايمي زاباتا
خايمي زاباتا هو رسام إكوادوري، ولد في 26 نوفمبر 1957 في كيتو في الإكوادور.